# Barry Yelverton, 1.º Visconde Avonmore
Barry Yelverton, 1.º Visconde Avonmore, PC (Ire) KC (Newmarket, condado de Cork, 28 de maio de 1736 – Terenure, Dublin, 19 de agosto de 1805) foi um juiz e político irlandês, que deu seu nome à Lei de Yelverton de 1782, que efetivamente revogou a Lei de Poynings e, assim, restaurou a independência do Parlamento da Irlanda.

## Juventude
Ele era o filho mais velho de Francis Yelverton de Kanturk, condado de Cork, e de Elizabeth Barry de Kilbrin (atual Ballyclogh, condado de Cork) Foi para a escola em Charleville e frequentou o Trinity College, Dublin, onde recebeu o grau de Bachelor of Arts em 1757 e de Bacharel em Direito em 1761. Sua família não tinha riqueza e posição social e Yelverton foi por alguns anos professor-assistente sob a direção de Andrew Buck na Royal Hibernian Academy, Dublin, uma posição de dependência vergonhosa, que mais tarde, seria grosseiramente lembrada por seus adversários políticos, que satirizavam o futuro Lorde Chefe Barão do Tesouro chamando-o de "assistente de Buck".
Em julho de 1761, seu casamento com Mary, filha de William Nugent de Clonlost, condado de Westmeath, uma senhora de alguma fortuna, habilitou Yelverton a estudar para buscar o ingresso na associação de advogados irlandeses, para a qual ele foi chamado em 1764. Possuidor de notável habilidade retórica e uma mente altamente culta, num período em que a eloquência era a qualificação mais importante para o sucesso na carreira do que o conhecimento jurídico, Yelverton rapidamente alcançou uma posição de destaque em sua profissão. Foi nomeado conselheiro do rei em 1772 e barrister do King's Inns no mesmo ano.

## Membro do Parlamento
Em 1774, Yelverton foi eleito para a Casa dos Comuns da Irlanda como representante por Donegal, e em 1776 por Carrickfergus , que representou até ocupar o cargo de juiz, em 1784. Foi membro das primeiras associações de voluntários e, filiando-se ao partido popular, uniu-se a Henry Grattan e seus colegas em suas demandas pela independência do legislativo irlandês.

## Carreira jurídica
Em julho de 1782, durante o governo do Duque de Portland, Yelverton foi nomeado para suceder John Scott (mais tarde Lorde Clonmell) como procurador-geral para a Irlanda, e em dezembro de 1783, por ocasião da morte de Walter Hussey Burgh, foi nomeado juiz com a função de Lorde Chefe Barão do Tesouro.
Em 1789, Yelverton participou, juntamente com Henry Grattan e os whigs irlandeses, do apoio à reivindicação do Parlamento irlandês a exercer um direito independente de nomeação, com referência à regência. Nos últimos anos, porém, ele associou-se, assim como a maioria, se não dizer todos os seus colegas do magistrado irlandês, ao partido da corte, e, abandonando suas antigas conexões políticas, votou por fim a favor da união.

## Pariato da Irlanda
Em 1795, foi elevado à nobreza como Barão Yelverton, e em 1800, recebeu o título de Visconde Avonmore, ambos no Pariato da Irlanda.

## Personalidade
Embora poucos exemplares que dão prova de sua eloquência sobrevivam, não foram muitos os homens, mesmo naquela época de grandes oradores, que puderam desfrutar da fama que Yelverton adquiriu. Sir Jonah Barrington diz que ele, embora perdesse em poder de raciocínio para Henry Flood, no brilho satírico para Henry Grattan, e nos apelos emocionais para John Philpot Curran, na linguagem eficaz e vigorosa, ele superava todos eles.
Yelverton foi o fundador, em 1779, de uma sociedade convivial chamada "A Ordem de St. Patrick", da qual John Philpot Curran foi presidente. As divergências políticas entre seus membros levaram à dissolução da sociedade em 1795.
Yelverton não foi um grande juiz, seu temperamento não era imparcial, e suas primeiras impressões sobre um caso eram geralmente difíceis de serem alteradas. Morreu em sua residência, em Dublin, em 19 de agosto de 1805.

## Família
Ele teve três filhos e uma filha, e o título de Visconde permaneceu na família.
Filhos de Barry Yelverton e Mary Nugent:
- William Yelverton, 2.° Visconde Avonmore (5 de abril de 1762 — 28 de novembro de 1814)
- Barry Yelverton (22 de novembro de 1763 — junho de 1824)[6]
- Walter Aglionby Yelverton (26 de janeiro de 1772 — 3 de junho de 1824), casou em 1791, com Cecilia Yelverton
- Anna Maria Yelverton (28 de setembro de 1775 — 27 de abril de 1865), casou em 1791, com John Bingham, 1.º Barão Clanmorris de Newbrook